# Drochia
Drochia – miasto w Mołdawii; stolica rejonu Drochia. Ośrodek przemysłu spożywczego.

## Miasta partnerskie
- Dorohoi, Rumunia
- Radowce, Rumunia
- Kołomyja, Ukraina
- Borysów, Białoruś

## Galeria

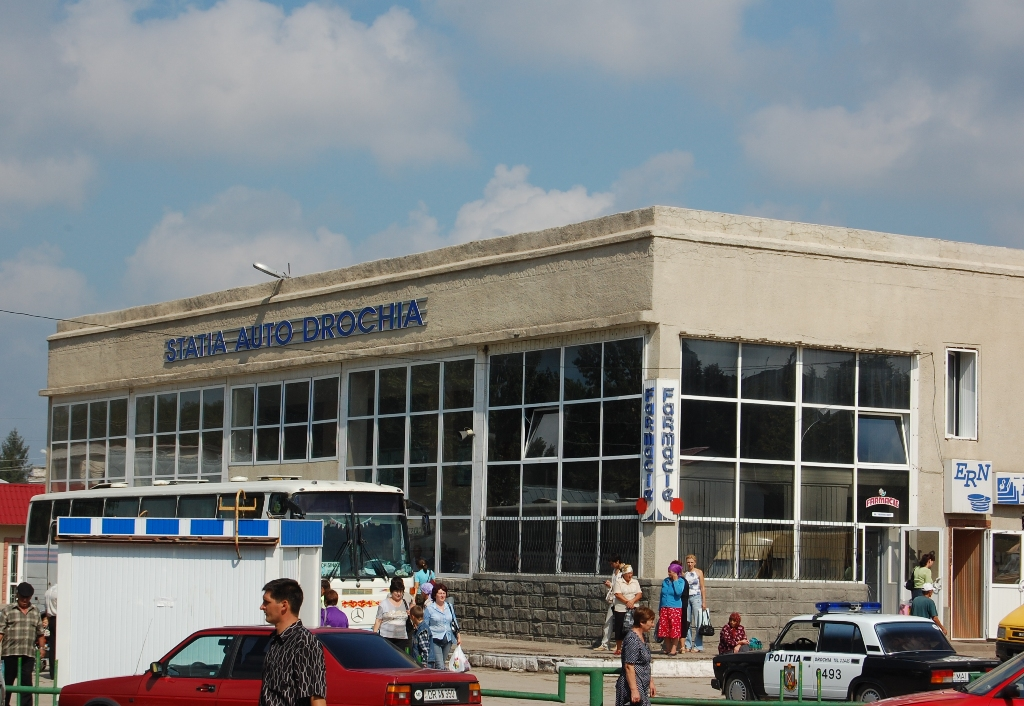
Dworzec autobusowy
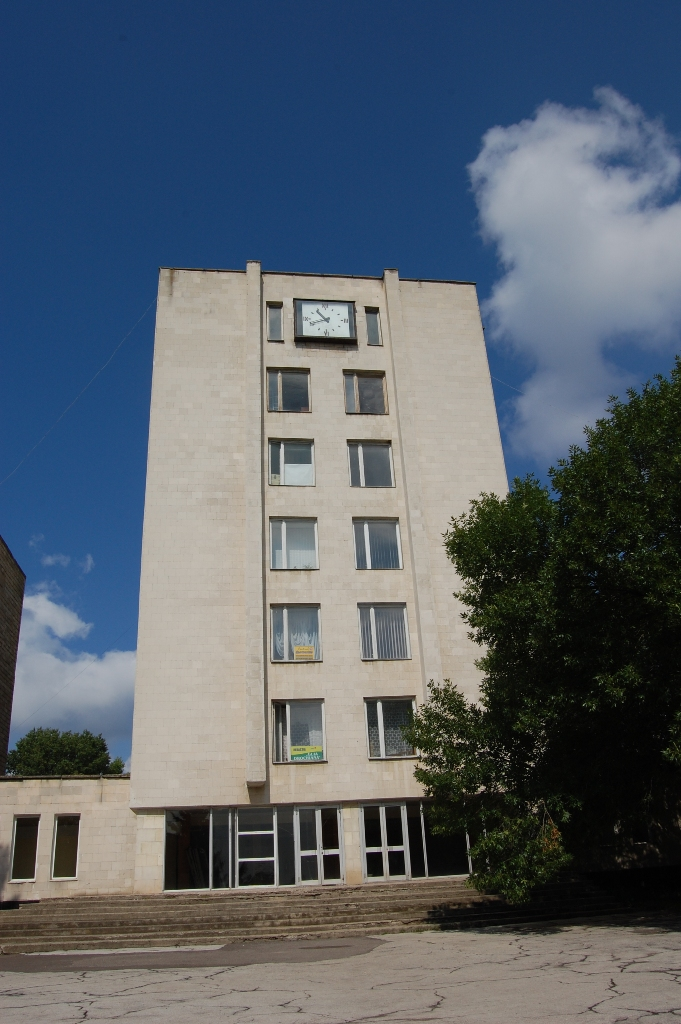
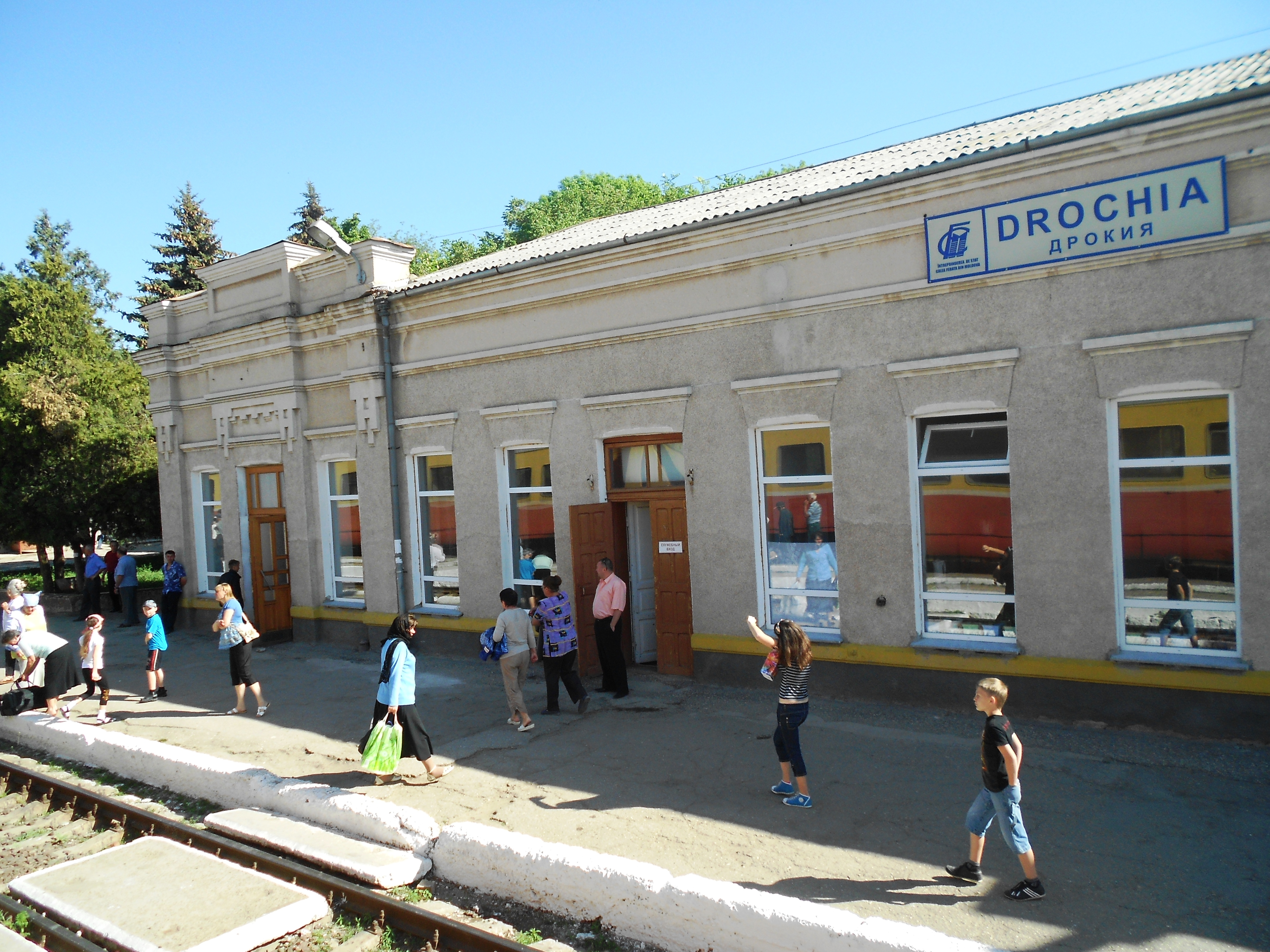
Dworzec kolejowy
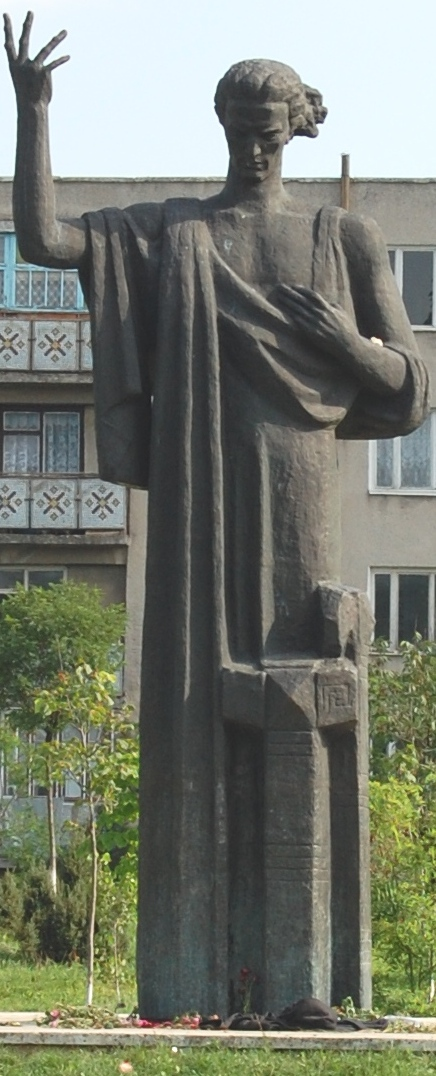
Bust Michała Eminescu